# Народно читалище „Гоце Делчев – 1927 година“
Народно читалище „Гоце Делчев – 1927 година“ е читалище в град София, регистрирано е под № 1597 в Министерство на културата на България. Разположено е в Гевгелийския квартал, на улица „Галичник“ № 2.

## История
Читалището е основано в 1927 година в Гевгелийската махала от бежанци от Македония. Сградата на читалището е построена с доброволен труд и дарения от българи, родом от Солун, Гевгели и Велес.
Създаден е библиотечен фонд към читалището, благодарение на събрани средства от организирани вечеринки, сказки и здравни беседи. След като голямата сграда на читалището е разрушена, дейността му не спира и въпреки трудностите дейността се развива и читалището става активен духовен център в квартала. Читалището организира множество концерти, срещи с видни културни дейци, традиционни панахиди за Деня на Македония (по време на празника Свети дух), седянки и други.
Читалището има създадени и активно действащи клубиве, школи и курсове, сред които са клуб „Боянка“ за народни танци, клуб „Македония“ за изследване на миналото на квартала, събиране на исторически данни и разкази за бежанството и живота в България на македонската диаспора и други.